# Ромські медіа
Ромські медіа почали розвиватися в останні десятиліття, на еволюцію вплинув діаспорний статус ромів (які живуть як меншини в багатьох країнах).

## Інтернет
Розпорошеність ромів та відносно недавній розвиток ромських медіа визначили важливу роль Інтернету як швидкого та легкодоступного засобу комунікації. Присутність ромських медіа в Інтернеті включає веб-сайти новин, такі як Dženo Association, Romea.cz або dROMa-Blog (німецькою та ромською мовами), а також новинні мережі, такі як Roma Virtual Network.

## Телебачення
Існують ромські телевізійні станції (наприклад, TV Šutel з Шуто Орізарі, Північна Македонія) або ромські програми на місцевих телевізійних станціях, як-от Karavana le Romengiri, ромська програма, яка транслюється по дві години на тиждень і орендується Партією ромів у Румунії. від Oglinda TV (інший контент цієї телестанції не має нічого спільного з ромською програмою, просто випадково це той, хто прийняв позику). У Чехії є інтернет-ромське телебачення — ROMEA TV. Більшість ромських телестанцій знаходяться в Центральній та Південно-Східній Європі.

## Радіо
- GipsyRadio: Міжнародне цілодобове веб-радіо ромською мовою, створене членами спільноти за власним бажанням. Пропонує вікна для кількох асоційованих організацій.
- Radio Romano: ромська служба Радіо Швеції.[5]
- Három szólamra: Етнічна програма Угорського державного радіо мовою ловарі та беас
- Радіо Dikh[6]
- Радіо C[7]

## Газети

### Романі Яг (Циганська ватра)
Газета «Романі Яг» видавалася в Ужгороді з 1999 по 2007 рік двічі на тиждень. Початковий наклад склав 5000 примірників, а згодом зменшився до 2500 примірників, з обсягом 10 сторінок. З 2003 року вона стала всеукраїнською. Засновником і видавцем газети було Закарпатське циганське культурно-просвітнє товариство «Романі Яг», яке отримувало фінансування від Міжнародного фонду «Відродження». Газета поширювалася «ромською поштою» серед майже 40 ромських організацій та передплатників, що призвело до її визнання як «ромської народної» вже у 2000 році.
Основне завдання «Романі Яг» полягало у забезпеченні інформації для ромів через видання, що функціонує спеціально для цієї групи та захищає їхні інтереси. Редакційну роботу очолював Аладар Адам, а головним редактором газети протягом тривалого часу була Євгенія Навроцька. У газеті переважала українська мова, але деякі матеріали та рубрики мали аналоги ромською мовою на основі кирилиці. Також окремі матеріали публікувалися російською та угорською мовами, що відповідали особливим потребам частини ромського населення Закарпаття. Рубрики газети, такі як «Ромські громади», «Світ і ми», «Права ромів», «Освіта», «Культурна спадщина», «Творчість», «Долі людські», систематично висвітлювали життя ромської етнічної групи в регіоні, протиставляючи негативним стереотипам і образам ромів.

## Журнали
- dROMa — ромська політика, культура, tschib :ISSN 2075-6976 Двомовний друкований журнал для ромської громади в Австрії, видається німецькою та ромською мовами. Без політичних чи релігійних приналежностей. Заснована у 2004 році ромською громадською організацією «Verein Roma-Service». Безкоштовне завантаження всіх номерів (pdf) за адресою: http://www.roma-service.at/droma/droma-2016.shtml
- È Romani Glinda / Den romska spegeln (Ромське дзеркало;ISSN 1651-3258): Журнал, присвячений ромським справам у Швеції та Європі. Без політичної приналежності. Тісно співпрацює з командою Radio Romano на Радіо Швеції. Статті шведською мовою. Виходить шість випусків на рік. Заснована 1998. Головний редактор і видавець: Фред Тайкон. Веб-сайт: http://www. RomaniGlinda.se
- Le Romané Nevimata / Romska nyheter (Ромські новини;ISSN 1653-963X): журнал, спрямований на ромську молодь у Швеції, виданий у співпраці з Romsk Kulturcentrum у Стокгольмі. Без політичної приналежності. Статті ромською та шведською мовами. Заснована в 2007 році. Головний редактор і видавець: Каті Дімітер-Тайкон.[10]
- Romani Posten (також Romaniposten, The Romani Post;ISSN 0809-8379): Журнал для спільноти ромських мандрівників у Норвегії. Без політичних чи релігійних приналежностей. Статті норвезькою мовою. Виходить вісім разів на рік. Заснована 6 вересня 2003 року як інтернет-видання; перше друковане видання жовтень 2006 р. Видавець і головний редактор: Джон Педерсен.[11] Веб-сайт: http://www.romani-posten.com (зараз не існує)